# Xuvàlovo
Xuvàlovo (en rus: Шувалово) és un poble (un possiólok) de l'óblast de Vladímir, a Rússia, segons el cens del 2010 tenia un habitant. Pertany al districte de Kirjatx.